# Титаревка
Титаревка — село в Кантемировском районе Воронежской области России.
Административный центр Титаревского сельского поселения.

## География

### Улицы
- ул. Дружбы,
- ул. Мира,
- ул. Победы,
- ул. Рабочая,
- пер. Северный.

## История
В состав Титаревского сельского поселения входит три села и один хутор. 
Центром является село Титаревка. Основано в 1760-е годы крестьянином села Писаревка Григорием Титаренко, от которого и получило своё название. В 1772 году это был хутор из двух дворов. Рядом, на речке, находилась водяная мельница, сейчас эта речка протекает посредине села и носит название левая Богучарка. 
В 1779 году было уже 18 дворов. С 1883 года, когда была построена церковь, является селом. В настоящее время сама церковь не сохранилась, в 30-е годы, воинствующие атеисты сбросили колокола, переделали приделы и образовали сначала избу – читальню, затем клуб, в настоящее время – это правление ООО «Буревестник» 
Вскоре к центральной части села, по его окраинам, стали пристраиваться другие переселенцы, так образовалось ещё два поселения: на восток – Криуловка (кривая улица) 
на запад Ермоловка (по фамилии первого поселенца Ермолина). 
Что самое интересное, Титаревка и Криуловка были крепостными помещика Прутченко (более известного пана Прутченко, переселенцы в основном были с Украины), это отставной полковник, которому Екатерина Вторая пожаловала эти земли. Управлял всем этим управляющий Пётр Ялесь Кулик. Усадьба (экономия) которого была в нескольких километрах западнее села, на возвышенности, с которой он мог видеть всё село. Как уже было сказано, Ермоловка, вплотную примыкавшая к Титаревке, была свободной. Здесь была своя земля, которую в виде пая или надела давали на каждого мужчину. Один раз в три года был передел. Соблюдался трёхпольный севооборот. Как правило, одно поле использовалось под выпас скота, а три остальных засевались. После 17-го года, все получили свободу, и землю уже стали давать и на лица женского пола. 
Руководство осуществлялось определённой группой людей, которых избирал народ. Как правило, это был староста, имевший определённую форму одежды – халат, поверх которого был символ власти, крест, который переходил к вновь избранному. У него были два помощника – сотский и десятский. Оба они также имели халаты. Кроме того, старостой назначались два самых крепких мужчины, для наведения порядка. 
Все вопросы решались на общем сходе. 
Сам староста подчинялся Таловской волости Богучарского уезда. 
В пяти километрах на север находится село Рудаевка. Основано в конце 18-го века (предположительно в 1770-е годы) выходцем из соседнего села Талы (в 10-ти километрах севернее) - Рудаевым. И название своё получила именно благодаря этой фамилии. 
В четырёх километрах на юг, находится село Федоровка, или по местному «Балын». Основано в 1722 году. Землёй этой владел представитель казачьей войсковой администрации писарь Фёдор Остафьевич Татарчуков. От его имени и произошло название села. В 1778 году здесь было 16 дворов. 
Советская власть в селе установлена весной 1918 года. В годы гражданской войны село было оккупировано белогвардейцами. В годы коллективизации создан колхоз. В 1995 году в селе было 32 двора и 106 жителей. В настоящее время, в селе 25 дворов и 58 жителей. 
На северо-востоке, в 10-ти километрах по полевым дорогам, находится хутор Каплин (основан в начале 20-го века,) в настоящее время представляющий собой один дом и одного жителя. Некогда богатый и людьми, и социальной культурой, образованный переселенцами с Верхнего Мамона, уже в 70-е годы 20-го века из-за большой удалённости село стало бесперспективным, люди стали переселяться поближе к цивилизации, так и исчезло село. Так же, как исчезли находящиеся рядом сёла Поповка и Никольское, это уже в 70-е – 80-е годы 20-го века. 
После октября 1917 года уклад жизни резко изменился. Сначала получение земли и хозяйствование на ней. Затем коллективизация и закрепощение на земле. Гражданская война не минула село, в центре его стоит обелиск погибшим от казацких шашек. 
Как и везде трудное становление Советской власти, коллективизация, свои Нагульновы и Размётновы, крестьянские бунты. Из первых 25-ти тысячников прислали рабочих с обувной фабрики «Буревестник», именно по этому названию и был утверждён колхоз «Буревестник», образованный в 1929 году. В жизни колхоза были и взлёты и падения, но после ельцинской демократии, он совсем исчез и некогда, одно из самых богатых хозяйств Кантемировского района – одной земли было около 13000 га., КРС- до 1500 голов, овец 10-12 тыс., свинопоголовья до 10 тыс., птицеферма, миллион прибыли в год, всё это огромным катком смяла перестройка, приватизация, хозяйство раздробилось на более мелкие удельные хозяйства: ООО, КФХ – в которых от одного до 35 человек. 
Вторая мировая война чёрным крылом задела село, полугодовая оккупация немецко-фашистскими войсками, концлагеря, сопротивление врагу – диверсионным отрядом и партизанской группой, уничтожение и расстрелы патриотов. 
Всё мужское население ушло на фронт, это более 600 человек, погибло более 300, всем им в центре села установлен памятник. 
Также установлен обелиск односельчанам, погибшим в годы гражданской войны. 

## Население
| 1859 | 1897  | 2010 |
| ---- | ----- | ---- |
| 741  | ↗1209 | ↘812 |

Национальности, населяющие поселение
Всего прописано на 1 января 2014 года 1052 человек 
Из них: 
-	русские – 997 
-	украинцы – 35 
-	молдаване – 3 
-	грузины – 3 
-	осетины – 7 
-	мордва – 1 
-	коми – пермяки – 1 
-	таджики – 1 
-	чуваши – 1 
-	казахи – 2 
-	литовцы – 1 
Удельный вес русского населения составляет – 95% 